# Carlo Bo
Carlo Bo (né le 25 janvier 1911 à Sestri Levante, dans la province de Gênes, en Ligurie - mort le 21 juillet 2001  à Gênes) est un intellectuel italien du XXe siècle, un universitaire, historien de la littérature — l'un des plus grands experts de littérature française — qui, outre son activité de professeur, fut recteur d'université et un homme politique, qui fut nommé, en 1984, sénateur à vie.

## Biographie
Élève des jésuites à l'Institut Arecco de Gênes, Carlo Bo devient docteur ès lettres à l'université de Florence. Il anime la revue Il Frontespizio. Auteur de nombreux essais et éditoriaux, il a également contribué aux études sur Giacomo Leopardi. À la fin des années trente, il a fait partie du mouvement hermétique avec Elio Vittorini et Vasco Pratolini.
En 1938, il enseigne à l'université d'Urbino dont il devient recteur (en 1947) pendant cinquante ans et qui porte désormais son nom.
En 1956, il témoigne au tribunal en faveur de Pier Paolo Pasolini dont le roman Les Ragazzi est taxé d'obscénité.
Il fonde la IULM à Milan en 1968.
Le 18 juillet 1984, il est nommé sénateur à vie par Sandro Pertini en raison de sa très haute contribution à la culture italienne. Au Sénat, il fait d'abord partie de la Démocratie chrétienne, puis du groupe mixte (Parti populaire italien).
Carlo Bo meurt le 22 juillet 2001 à Gênes, à l'âge de 90 ans, des suites d'une chute dans un escalier.